# Apple A8
Apple A8 — двоядерний 64-бітний ARM-мікропроцесор компанії Apple з серії Apple Ax. Реалізує набір інструкцій ARMv8-A, використовується в смартфоні iPhone 6 і фаблеті iPhone 6 Plus. Процесор так само як і його попередник A7 відноситься за формулюванням Apple до класу десктопних процесорів (Desktop Processor), завдяки багатозадачності і широкому спектру виконуваних завдань.